# オッシー・オスヴァルダ
オッシー・オスヴァルダ（Ossi Oswalda、1899年2月2日 - 1947年3月7日?）は、ドイツの女優。

## 来歴
バレエ・ダンサーになる訓練を受けた後、ベルリンでコーラス・ダンサーをしていた頃に、脚本家のハンス・クレーリーに見いだされ、クレーリーがコンビを組んでいた喜劇俳優兼映画監督だったエルンスト・ルビッチに紹介され、1916年、『出世靴屋』でデビュー。この作品のヒットにより注目され、ルビッチとのコンビで多くの主演作を生み出した。1910年代後半の彼女の人気は圧倒的なものがあり、世界的大スターだったメアリー・ピックフォードにちなんで「ドイツのメアリー・ピックフォード」と称された。
1919年11月、チェコ生まれのドイツ軍人グスタフ・フォン・コツィアン＝ミスコルツィと結婚。コツィアン＝ミスコルツィはフュルステンベルク侯家のアマリエ女侯の最初の夫で、平民だが1917年にアマリエとの離婚の際に男爵の称号を与えられていた。ドイツ革命により称号は形式的なものとなったが、オッシーはこの結婚により「男爵夫人」となった。1921年に夫妻は「オッシー・オズヴァルダ・フィルム」を立ち上げた。しかし1925年に離婚。制作会社も解消され、この年ウーファと契約し、1933年まで約50作の映画に出演した。この時期、オッシーは最後のドイツ皇太子ヴィルヘルムの愛人でもあったが旧皇室や帝政復古派の人々からの圧力で程なくして離別。このゴシップにより人気が陰りが出始めることとなった。
トーキーへの移行には成功せず、2本のみの出演に留まっている。ナチスが政権を握ると恋人だったオーストリアの映画プロデューサーで、ユダヤ人だったユリアス・オウセンベルグとともにプラハに移住。1943年にチェコ映画Der Vierzehnte am Tisch (Čtrnáctý u stolu)の脚本を書いた以外は映画界との関わりは殆ど確認されていない。1947年にプラハで亡くなったが没日は3月7日、7月17日と諸説あり、はっきりしていない。

## 主な出演作品
- 牡蠣の王女
- 花嫁人形
- 舞踏の花形
- 男になったら
- 出世靴屋